# John de Lancie
John Sherwood de Lancie, Jr. (Philadelphia, Pennsylvania, 1948. március 20. –) amerikai komikus, színész, rendező, producer.
Egyik leghíresebb szerepe Q a Star Trek: Az új nemzedék televíziós sorozatban, melyet a Star Trek: Deep Space Nine és a Star Trek: Voyager epizódjaiban is megismételt. Frank Simmonst alakította a Csillagkapuban, az Én kicsi pónim: Varázslatos barátság című sorozatban Discord szerepében tűnt fel. Összesen közel 200 televíziós és filmes szerepe van.

## Filmográfia

### Film
| Év   | Magyar cím                           | Eredeti cím                                                                     | Szerep                     | Magyar hang     |
| ---- | ------------------------------------ | ------------------------------------------------------------------------------- | -------------------------- | --------------- |
| 1979 | Hagymaföld                           | The Onion Field                                                                 | LAPD hadnagy               | Betz István     |
| 1990 | Halálos barátság                     | Bad Influence                                                                   | Howard                     | Uri István      |
| 1990 | Filofax, avagy a sors könyve         | Taking Care of Business                                                         | Ted Bradford Jr.           |                 |
| 1991 | A halászkirály legendája             | The Fisher King                                                                 | tévés igazgatósági tag     | Dimulász Miklós |
| 1992 | A kéz, amely a bölcsőt ringatja      | The Hand That Rocks the Cradle                                                  | Dr. Victor Mott            | Orosz István    |
| 1993 | Arcade – A halálos játék             | Arcade                                                                          | Difford                    | Csankó Zoltán   |
| 1993 | Félelem nélkül                       | Fearless                                                                        | Jeff Gordon                | Horányi László  |
| 1995 | Evolver                              | Evolver                                                                         | Russell Bennett            | Várkonyi András |
| 1996 | Közös többszörös                     | Multiplicity                                                                    | Ted Gray                   | Holl Nándor     |
| 1997 | Trekkerek (dokumentumfilm)           | Trekkies                                                                        | önmaga                     |                 |
| 1998 | Ryan közlegény megmentése            | Saving Private Ryan                                                             | levél felolvasója (hangja) |                 |
| 2000 | Terítéken a nő                       | Woman on Top                                                                    | Alex Reeves                | Várkonyi András |
| 2001 |                                      | The Catch (rövidfilm)                                                           | Dr. Fisher                 |                 |
| 2001 | Eltanácsolt tanácsadó                | Good Advice                                                                     | Ted                        | Bolla Róbert    |
| 2007 | Üres város                           | Reign Over Me                                                                   | Nigel Pennington           | Rosta Sándor    |
| 2007 |                                      | Teenius                                                                         | Senseman igazgató          |                 |
| 2008 |                                      | Quality Time                                                                    | Nathan Eastman             |                 |
| 2008 | Boncasztal                           | Pathology                                                                       | Dr. Quentin Morris         | Barbinek Péter  |
| 2009 | Crank 2. – Magasfeszültség           | Crank: High Voltage                                                             | Fish Halman                | Korbuly Péter   |
| 2009 | Gamer – Játék a végsőkig             | Gamer                                                                           | személyzeti igazgató       | Rosta Sándor    |
| 2013 |                                      | Bronies: The Extremely Unexpected Adult Fans of My Little Pony (dokumentumfilm) | önmaga                     |                 |
| 2015 |                                      | Visions                                                                         | Victor Napoli              |                 |
| 2017 | Olaf karácsonyi kalandja (rövidfilm) | Olaf's Frozen Adventure                                                         | Mr. Olsen (hangja)         |                 |
| 2018 |                                      | Buttons: A Christmas Tale                                                       | Dr. Johnson                |                 |
| 2024 |                                      | Identiteaze (rövidfilm)                                                         | Steve                      |                 |

## Fordítás
- Ez a szócikk részben vagy egészben  a   John de Lancie című angol Wikipédia-szócikk fordításán alapul.  Az eredeti cikk szerkesztőit annak laptörténete sorolja fel. Ez a jelzés csupán a megfogalmazás eredetét és a szerzői jogokat jelzi, nem szolgál a cikkben szereplő információk forrásmegjelöléseként.